# Дом жилой и магазин купца А. В. Соколова
До́м жило́й и магази́н купца́ А. В. Соколо́ва — одни из немногих сохранившихся дореволюционных зданий, расположенные в историческом центре города Кокшетау Акмолинской области Республики Казахстан, относятся к одним из лучших примеров купеческих зданий города. Находятся по адресу улица Ауэзова (бывшая Петропавловская), 157, 159. Принадлежали курганско-кокчетавскому купцу Андрею Васильевичу Соколову.
Здание бывшего магазина относится к числу памятников истории и культуры местного значения.
В архитектурный ансамбль входят главный жилой дом (Особняк А. В. Соколова), двухэтажное здание магазина и кирпичные ворота. Автор проекта неизвестен.

## Описание
Деревянный дом с резными наличниками и магазин находятся в центральной части города Кокшетау по ул. Ауэзова (ранее — Петропавловская улица), вдоль красной линии застройки улицы. Между домом и двухэтажным зданием магазина — кирпичные ворота (забор), ведущие в обширный двор, где по периметру располагались хозяйственные постройки и был разбит хорошо ухоженный сад с большим фонтаном.
Правый сосед зданий — торговый ряд купца У. И. Короткова. Передний фасад здания выходит на Акмолинский областной казахский музыкально-драматический театр и площадь Абылай-хана.

## Купец А. В. Соколов

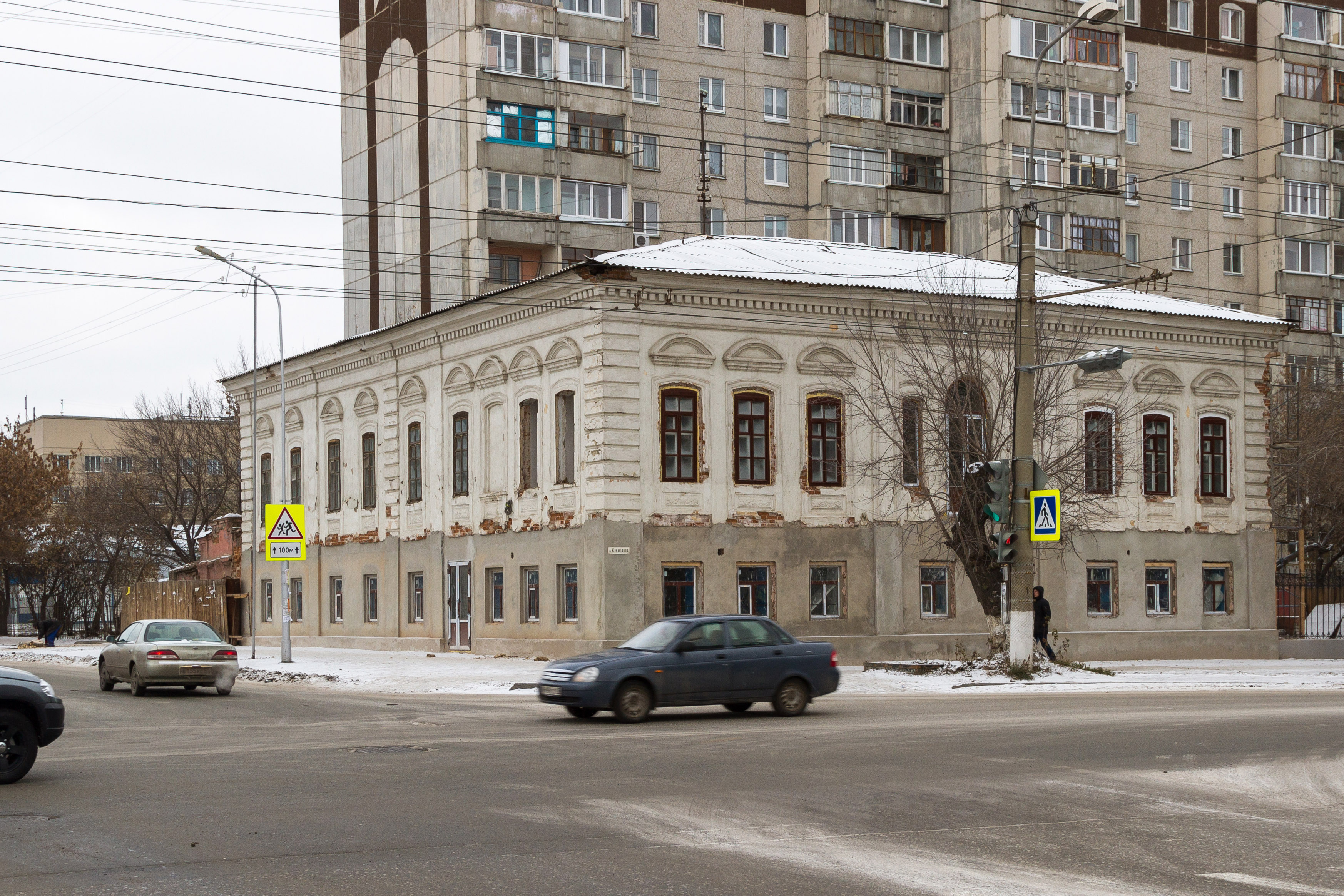
Дом, построенный А. В. Соколовым в городе Кургане.

Андрей Васильевич Соколов родился примерно 1848—1851 годах в крестьянской семье в деревне Соколовой Кислянской волости Челябинского уезда Оренбургской губернии, решением Курганского облисполкома № 378 от 27 сентября 1965 года деревни Борчанинова, Соколова и Фадюшино были объединены, ныне деревня Фадюшино входит в Юргамышский муниципальный округ Курганской области. Родители: Василий Васильевич (умер в 1878 году в Кургане) и Ксения Николаевна (умерла в 1903 году в Кургане). Брат Павел (9 (21) февраля 1852 года—26 февраля (11 марта)  1917 года, от паралича, похоронен на приходском Троицком кладбище города Кургана), сёстры: Анна Хлызова (в след за братом приехала в Кокчетав) и Авдотья.
Жена Матрена Тимофеевна, в Кургане родились дочери Антонина (7 (19) июня 1872 года), Евгения (1 (13) марта 1874 года), Александра (8 (20) мая 1877 года). В Кокчетаве у Соколовых родился сын Павел (по некоторым данным погиб в 1914 году). 25 октября (6 ноября)  1898 года  в Богородице-Рождественском соборе города Кургана венчался вторым браком с купеческой вдовой Лидией Васильевной Дмитричевой.
В курганскую купеческую гильдию перечислен в 1869 году, с 1876 года — купец 2-й гильдии. Взял ссуду в Общественном банке, и выстроил в Кургане двухэтажный каменный особняк на углу Троицкой улицы и Фроловского переулка (ныне ул. Куйбышева — ул. Савельева), его архитектором был Н.А. Юшков. А. В. Соколов не выплатил ссуду банку 8 тыс.руб. и его особняк перешёл в собственность банка. В 1889 году дом был куплен городом под Троицкое приходское училище. Ныне — Объект культурного наследия регионального значения, ул. Куйбышева, 137.
21 декабря 1881 года (2 января 1882 года) Соколов дал доверенность петропавловскому купцу Дженсакалу Дзюлонову производить торговлю в нескольких местностях современного Казахстана,
Переехал в город Кокчетав в 1888 году из города Кургана. Торговал суконными, шелковыми товарами, мануфактурой, чаем, сахаром, церковной утварью. В 1895—1896 годах исполнял обязанности городского старосты.

## Дом жилой

### История
Деревянный дом, принадлежавший купцу Андрею Васильевичу Соколову был построен в 1895 году (конец XIX века).  Дом стоит в центре городского поселения, ранее крыльцо дома выходило на Базарную площадь.
В 1918 году и дом, и магазин А. В. Соколова были национализированы Советской властью.
В 1919 году после революции в доме купца размещался Кокчетавский уездный революционный комитет (ревком).
В 1920 году — публичная библиотека, затем НКВД, в разные годы — областной совет профсоюзов.
До 1976 года размещалось УВД, затем музыкальное училище.
С 1989 года — художественные мастерские Союза художников и Музей литературы и искусства.
В настоящее время в здании располагается Департамент Комитета национальной безопасности Казахстана по Акмолинской области. Является памятником архитектуры, охраняется государством.

### Архитектура
Дом представляет собой прямоугольный в плане архитектуры бревенчатый сруб, сложенных с остатком, цоколь обложен кирпичом. Вальмовая кровля крыта железом. Стены обшиты горизонтальным тесом и окрашены. Фундамент ленточный, кирпичный. Данный памятник архитектуры характерен для зодчества городской усадьбы Кокшетау конца XIX века — начала XX века. Здание обшито горизонтально досками, выступы сруба оформлены в виде филенчатых пилястр. Высокие окна, наличники строгой геометрической формы, треугольные сандрики, и украшены накладной пропильной резьбой. Имеются 2 крыльца — на центральном фасаде с массивным сводчатым козырьком, крытым железом и на боковом фасаде — прямоугольное с односкатной крышей на 2 колоннах.

## Магазин

### История
История строительства магазина связана с тем, что в 1882 году из станичной части поселения в городскую, на место нынешней площади имени Абылай-хана, был перенесён станичный рынок.
Площадь, получившая официальное название Ярмарочная (Базарная), застраивается одноэтажными кирпичными и деревянными магазинами местных торговцев. А. В. Соколов же решается построить первое и единственное в городе того времени кирпичное двухэтажное здание. На нижнем этаже здания находился магазин церковной утвари.
После революции здание было национализировано. В здании магазина до 1976 года размещалось УВД, затем музыкальное училище, с 1989 года — художественные мастерские Союза художников Кокшетау.

### Архитектура
Для внутренней отделки использовались лучшие в то время материалы. Так, пол на первом этаже был выложен керамической плиткой, изготовленной на Харьковском заводе барона Эдуарда Бергенгейма. В конце 19 – начале 20 века она считалась лучшей в Российской империи и использовалась при строительстве многих зданий, ставших сегодня историческими памятниками. Здание двухэтажное, кирпичное, прямоугольное в плане. Под центральной частью расположен подвал с отдельным входом со стороны двора. Главную роль в декоре фасадов играют наличники окон с фигурными фронтонами на устоях в виде полу колонок. Ось дверных проёмов акцентирована рустованными пилястрами по обе стороны входа, на главном фасаде над ними на кровле возвышается аттик. Ворота, ведущие с улицы во двор, выполнены в виде кирпичной трёх пролётной арки с широким проездом в центре и меньшими проходами по сторонам.